# Täsch
Täsch és un municipi del cantó suís del Valais, situat al districte de Visp.

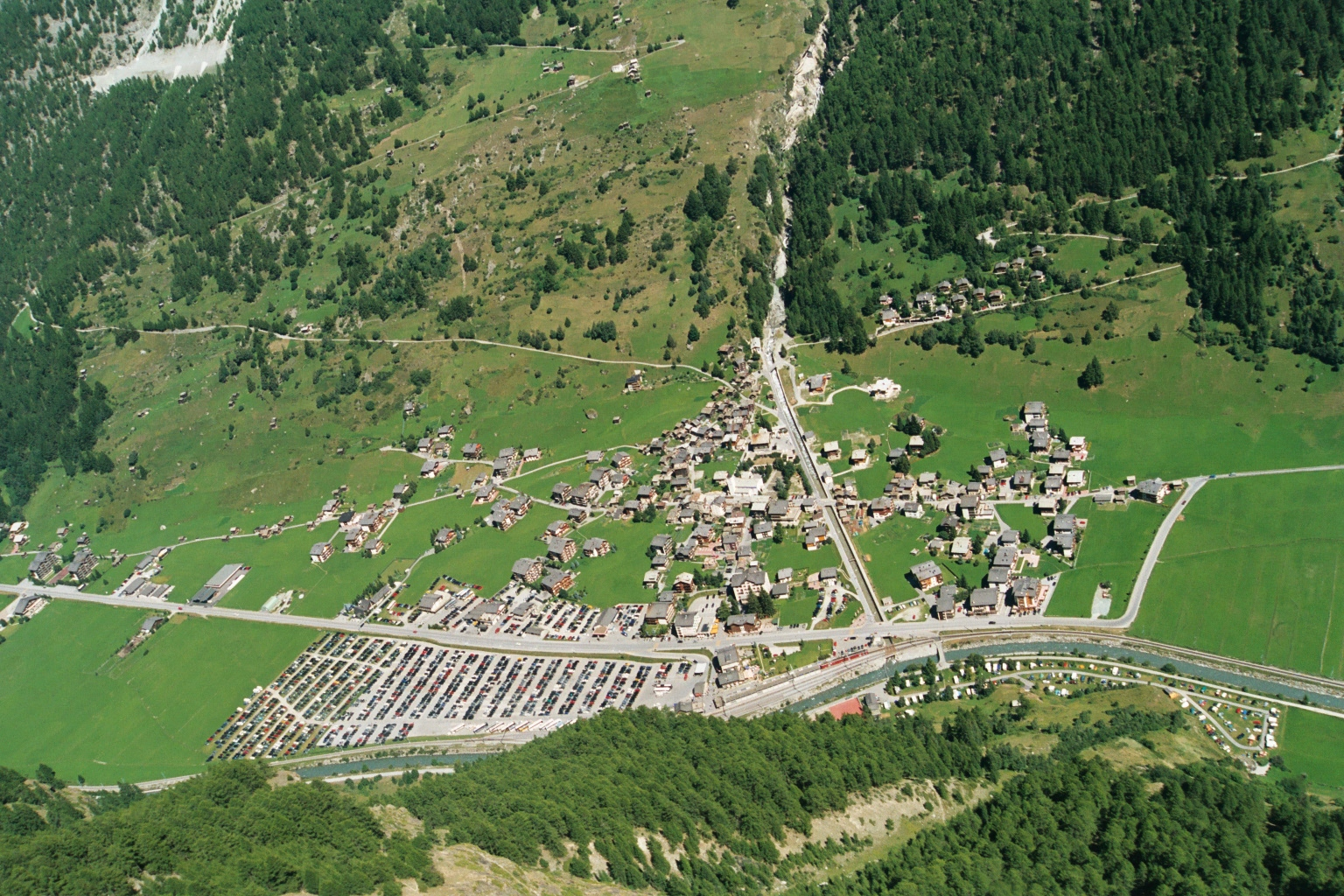
Vista aèria